# Neaera leucoptera
Neaera leucoptera là một loài ruồi trong họ Tachinidae.